# ستن ام رن
شهر ستن ام رن  در ایالت شفوزان در کشور سوئیس واقع شده‌است که ۳٬۰۰۰ نفر جمعیت دارد.

## نگارخانه

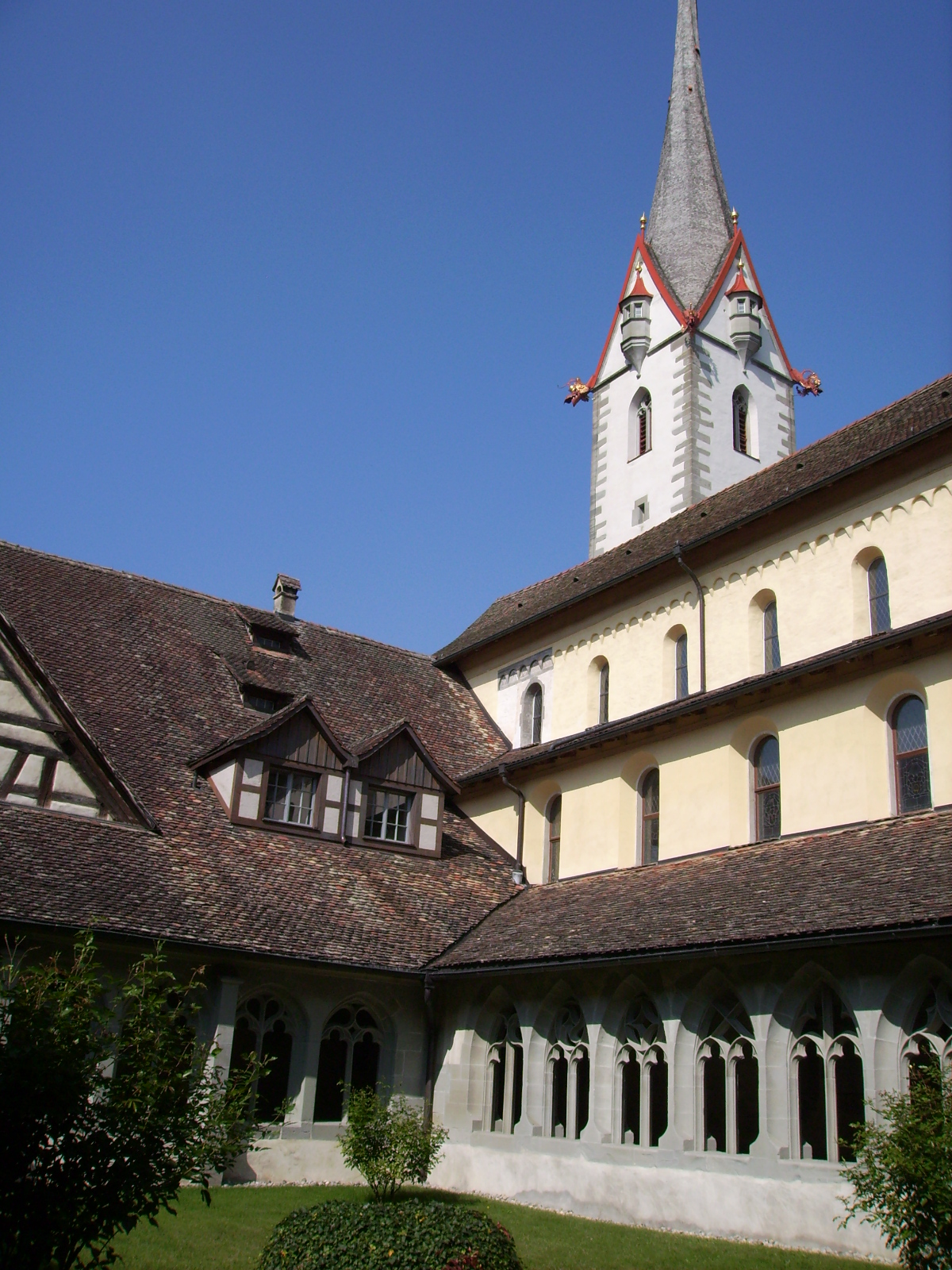
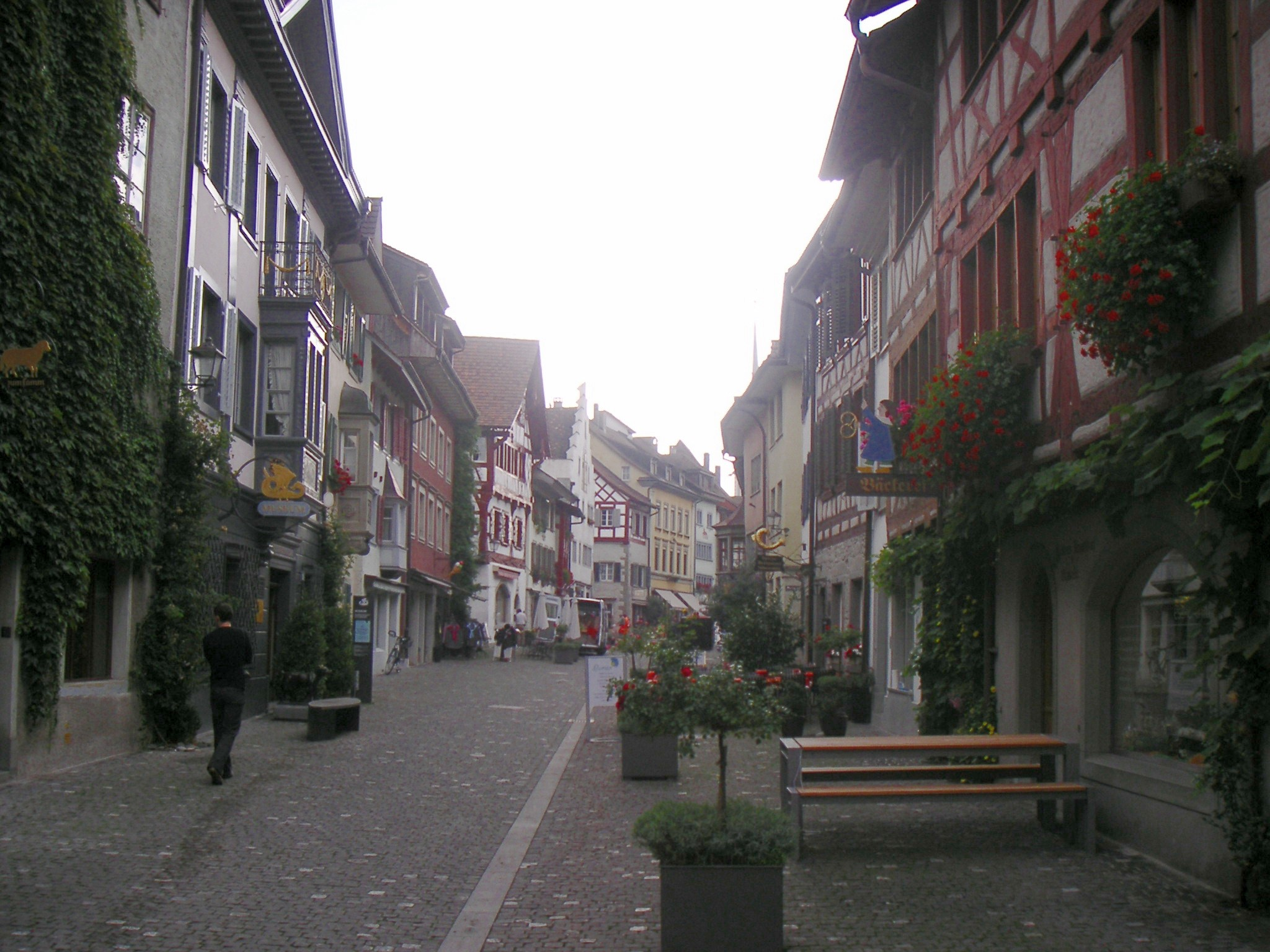
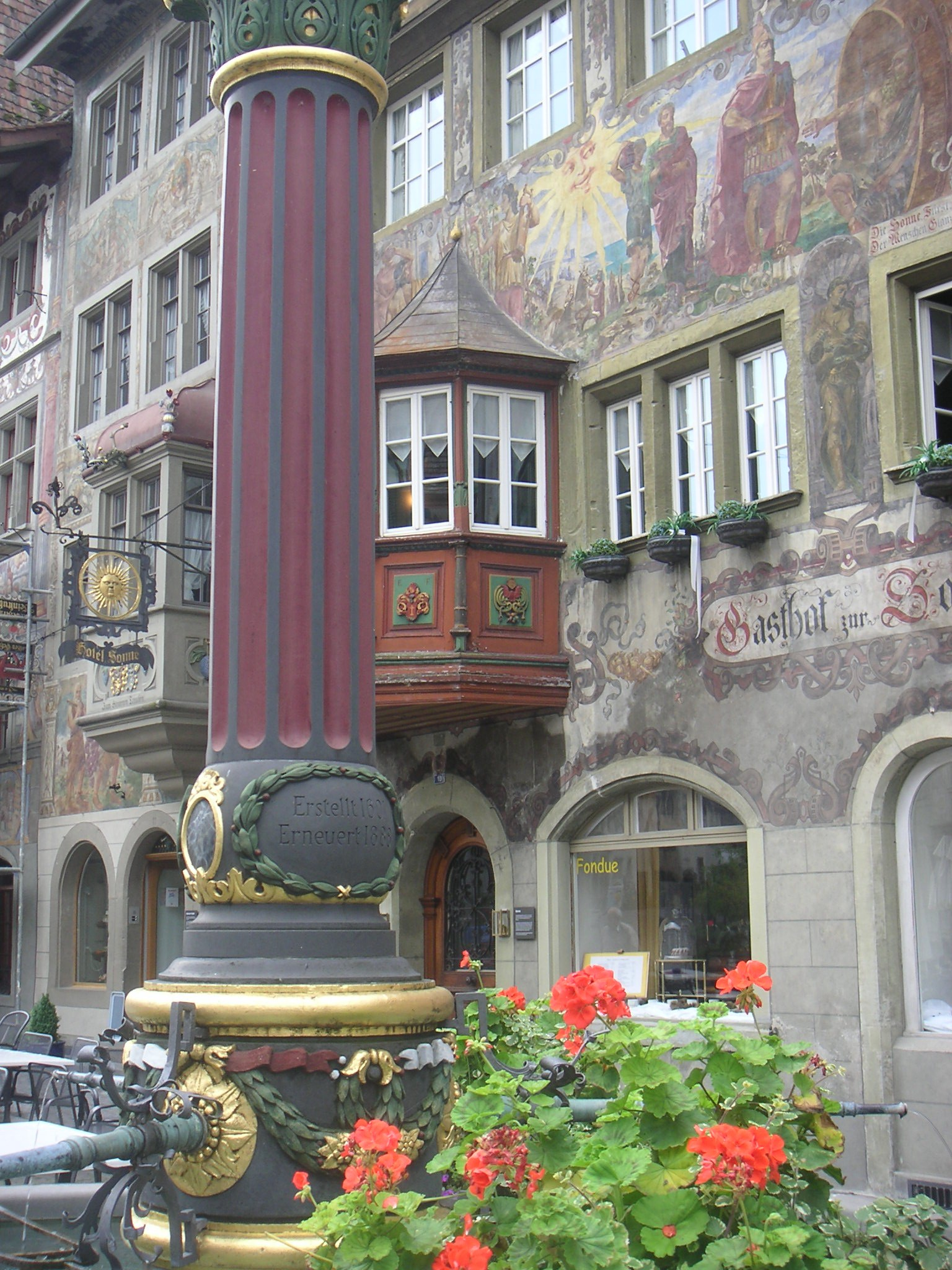
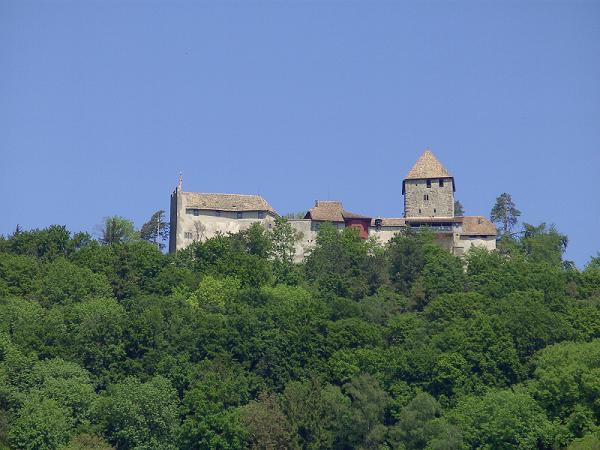
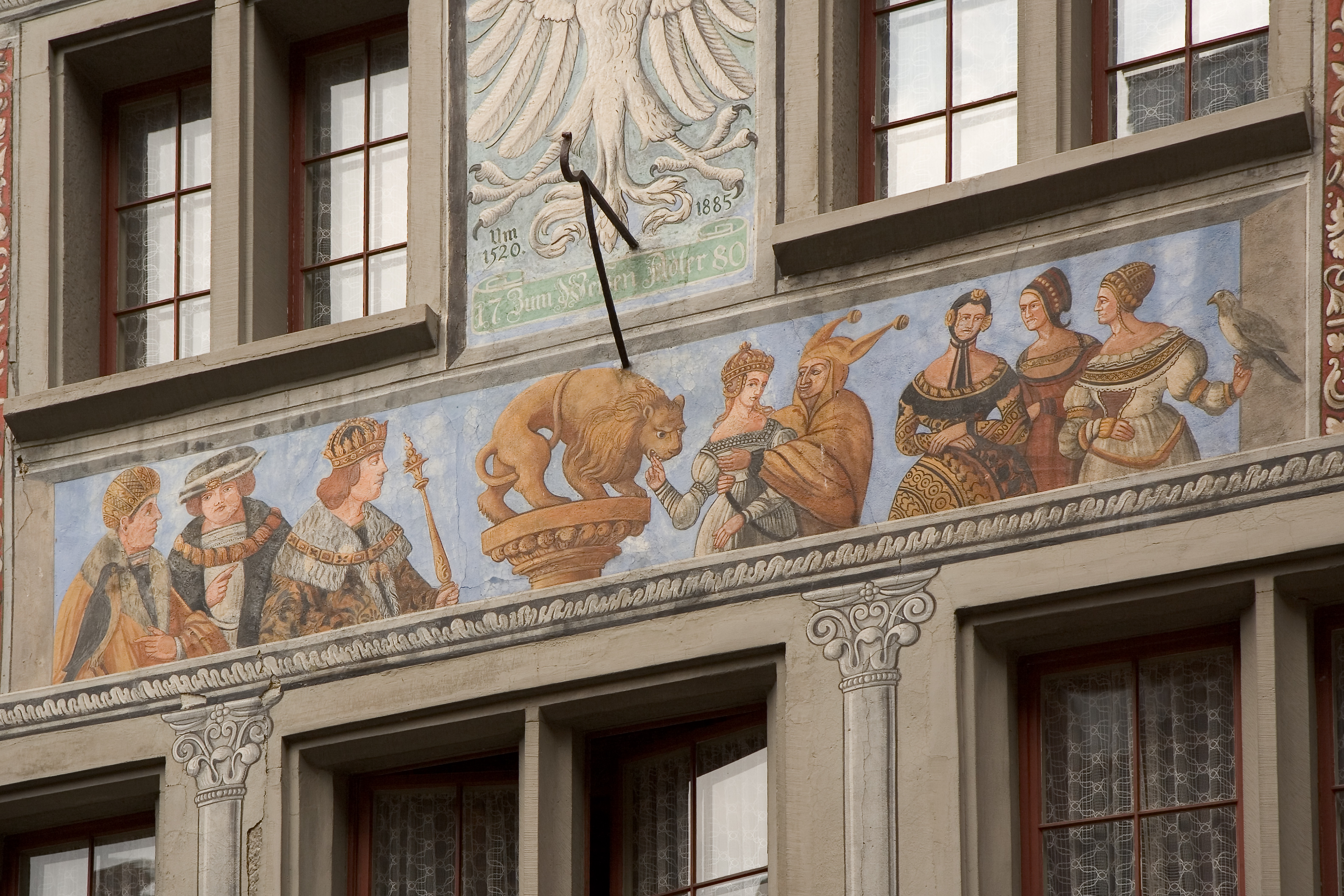
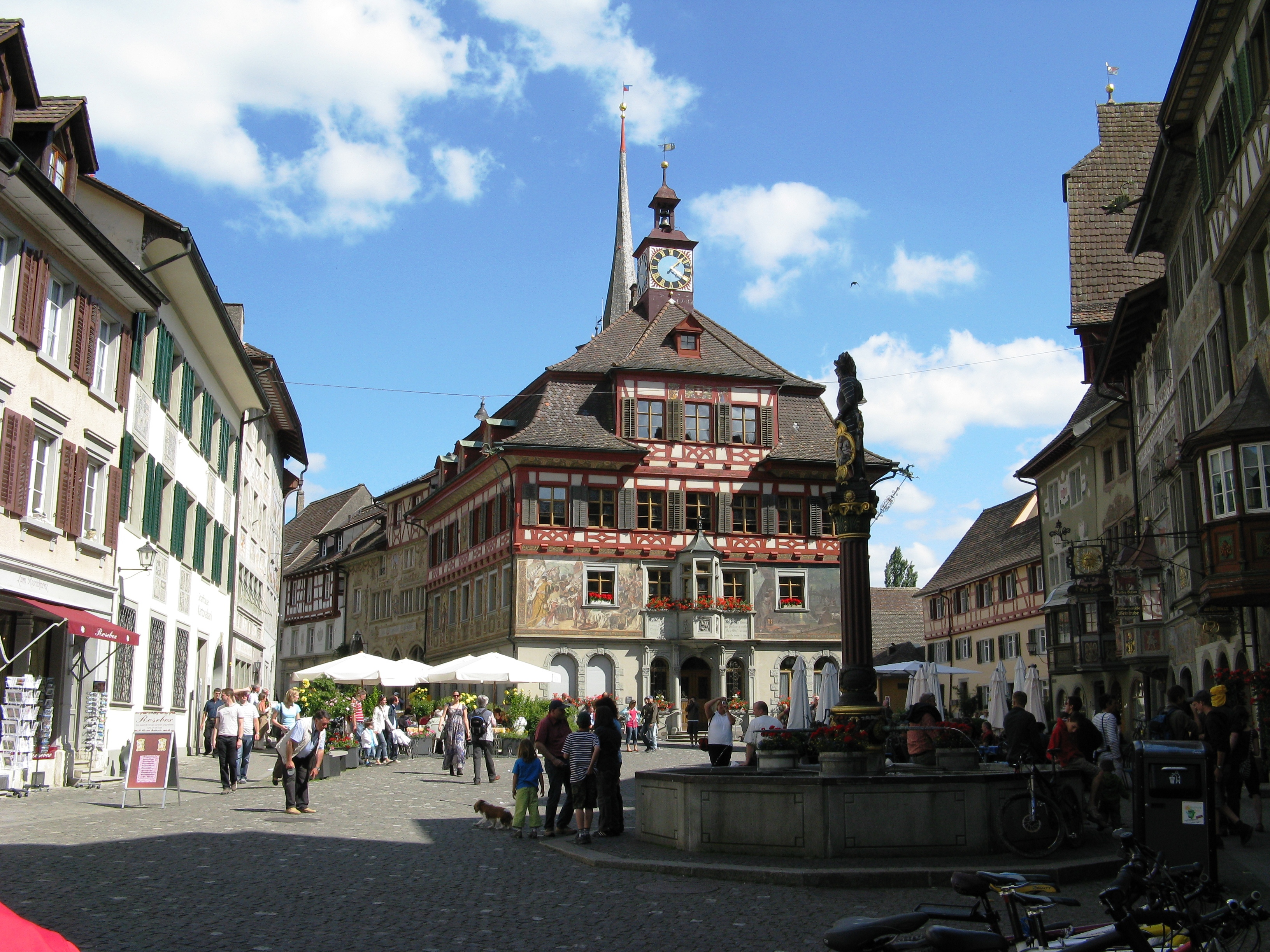